# Puy de l'Enfer
Le puy de l'Enfer, culminant à 1 084 m, est un sommet d'origine volcanique culminant à 1 084 m d'altitude dans le département français du Puy-de-Dôme.

## Toponymie
Le puy de l'Enfer doit probablement son nom à la couleur des scories dont il est constitué et à la présence à ses pieds d'une narse (marécage occupant le site d'un ancien lac de cratère susceptible d'effrayer les populations).

## Géographie
Le puy de l'Enfer est un ancien volcan situé dans la chaîne des Puys, au sein du Massif central. Il s'agit d'un volcan de type strombolien dont une partie du cône a été emportée par l'édification du Narse d'Espinasse. Ce narse occupe un ancien lac de cratère appelé maar.
Le puy de l'Enfer est un volcan à dynamisme phréato-magmatique, résultat de la rencontre de l'eau et du magma. En résultent de violentes explosions qui entaillent le socle cristallin.

## Accès
Les GR4 et 441 permettent d'accéder à son sommet.